# Districtul Starnberg
Districtul Starnberg este un district rural (germană: Landkreis) din regiunea administrativă Bavaria Superioară, landul Bavaria, Germania. 

Harta districtului

## Orașe și comune
| orașe 1. Starnberg (23.115) | comune 1. Andechs (3.208) 2. Berg (8.172) 3. Feldafing (4.322) 4. Gauting (19.382) 5. Gilching (16.978) 6. Herrsching am Ammersee (10.044) 7. Inning am Ammersee (4.193) 8. Krailling (7.570) 9. Pöcking (5.695) 10. Seefeld (7.102) 11. Tutzing (9.506) 12. Weßling (5.173) 13. Wörthsee (4.643) |